# Grande rébellion d'Uva de 1817-18
Guerres kandyennes
La grande rébellion d'Uva de 1817-18, également connue sous le nom de rébellion d'Uva–Wellassa, ou rébellion d'Uva, fut la troisième guerre du Royaume de Kandy contre l'Empire britannique, dans l'actuel Sri Lanka.
Le conflit s'est déroulé dans l'actuelle province d'Uva, qui était alors une province du royaume de Kandy, contre le gouvernement colonial britannique dirigé par le gouverneur de Ceylan Robert Brownrigg, qui contrôlait déjà une partie de l'Udarata (la zone géographique du Royaume de Kandy).

## Contexte
Après l’annexion du Royaume de Kandy par les Britanniques aux termes de la Convention de Kandy en 1815, les Britanniques commencèrent à contrarier les chefs kandyans par leurs actions. 
La première des contraintes était la violation de l'une des promesses faites par les chefs britanniques, qui était de maintenir les privilèges traditionnels : la nomination d’un maure fidèle aux Britanniques, Haji Marikkar, dans le rôle de Travala Madige Muhandiram de Wellassa, a fini de détruire le pouvoir restant du chef kandyan en place, Millewa Dissawa.

## Rébellion
Keppetipola Disawe, un chef kandyan, avait été initialement envoyé par les Britanniques pour mettre fin à l'insurrection, mais il a fini par rejoindre la rébellion en tant que chef. Encore aujourd'hui, il est célèbre au Sri Lanka pour ses actions contre l'Empire britannique. 
Il a aidé de nombreux dirigeants régionaux à fournir des hommes et du matériel provenant de diverses régions. Les autres dirigeants qui ont soutenu ce mouvement indépendant étaient: 
- le second membre de Gode Gedara Adikaram, Wilbawe
- II Pilima Talauve Adikaram
- Kohu Kumbure Rala
- Dimbulana Disave
- Kivulegedara Mohottala
- Madugalle Disave
- Butewe Rate Rala
- La famille Galagoda
- Galagedara Mohottala
- Meegahapitiya Rate Rala
- Dambawinna Disave
- Kurundukumbure Mohottala.

Keppitipola se rendit à Alupotha et rejoignit les rebelles après avoir restitué toutes les armes et munitions des Britanniques. Le révérend Wariyapola Sumangala d'Asgiriya s'est enfui à Hanguranketa avec le cercueil de reliques, ce qui a entraîné une phase plus vigoureuse de la rébellion.
Les rebelles ont capturé Matale et Kandy avant que Keppetipola ne tombe malade et soit capturé puis décapité par les Britanniques. Son crâne anormalement plus large que d'habitude, a été envoyé en Grande-Bretagne pour y être testé, et n'a été renvoyé au Sri Lanka qu'après l’indépendance en 1970. Il se trouve maintenant au musée Kandyan. 
En septembre 1817, deux chefs rebelles, Madugalle Basnayake Nilame et Ellepola Adikaram, se rendirent aux Britanniques et Pilimatalawe dirigea la rébellion. Les Britanniques capturèrent Ellepola et son frère Maha Adikaram et les décapita à Bogambara le 27 octobre 1818.

## Conclusion
La rébellion a échoué pour plusieurs raisons :
- Il n'y avait aucun plan de longue durée
- Les chefs kandyans de certaines zones contrôlées ont aidé les Britanniques pour le transport des approvisionnements.

Les Britanniques ont massacré tous les rebelles mâles de plus de 18 ans. 
Ils ont également confisqué les propriétés des personnes impliquées dans le soulèvement, ils ont tué tout le bétail et autres animaux, incendié des maisons, des biens et même le sel en leur possession pendant la répression. Les rizières dans la région de Wellassa ont toutes été détruites. Les systèmes d'irrigation des duchés d'Uva et de Wellassa, qui étaient jusqu'alors la première source de nourriture de Ceylan, ont été détruits.